# Kinosternon dunni
La tortuga de ciénaga colombiana, morrocoy de Dunn o cabeza de trozo (Kinosternon dunni) es una tortuga de la familia Kinosternidae que habita zonas pantanosas y arroyos de los bosques tropicales húmedos en las cuencas de los ríos San Juan, Baudó y alto Atrato, en el departamento colombiano de Chocó.
El caparazón ovalado mide 17 a 18 cm de largo en los machos y 15 cm en las hembras y es de color castaño oscuro. El plastrón es amarillo. La cabeza color marrón es ancha, con nariz prominente. El cuello, patas y cola son grisáceas.
Se alimentan de moluscos y otros animales acuáticos.
Las hembras ponen en nidos en el suelo cubiertos por la vegetación, de a  dos huevos elípticos de 45 por 25 mm.
La UICN la ha incluido en la lista roja de especies amenazadas. En la localidad de Tutunendo (río de aromas), municipio de Quibdó (Chocó), se adelantan estudios tendentes a la conservación de la especie.
En 2013 los investigadores John B. Iverson, Minh Le y Colleen Ingram publicaron un estudio en el que, basados en datos moleculares, proponían que las especies Kinosternon acutum, K. angustipons, K. creaseri, K. dunni, K. herrerai y K. leucostomum formaban un linaje separado de otras especies de Kinosternon, proponiendo un nuevo género denominado "Cryptochelys". Sin embargo, los investigadores Phillip Q. Spinks, Robert C. Thomson, Müge Gidiş y H. Bradley Shaffera publicaron otro estudio al año siguiente, en este donde se apoya la clasificación tradicional de la familia Kinosternidae y atribuyen los errores del anterior a la falta de más caracteres moleculares y morfológicos.